# IsoBuster
IsoBuster is een softwareprogramma voor cd- en dvd-dataherstel. Het programma is beschikbaar in verschillende talen, waaronder Nederlands.